# Joseph Anselm Adelmann von Adelmannsfelden
Freiherr Joseph Anselm Adelmann von Adelmannsfelden, ab 1790 Graf Adelmann von Adelmannsfelden (* 3. Juni 1728 auf Gut Hohenstadt, Schwäbischer Ritterkreis; † 25. Februar 1805 in Augsburg) war ein deutscher Ritterhauptmann.

## Leben
Er war ein Spross der sich nach der Burg Adelmannsfelden (Ostalbkreis) nennenden schwäbischen Adelsfamilie Adelmann von Adelmannsfelden. Seine Eltern waren Philipp Rudolf Adelmann von Adelmannsfelden (1689–1762) und Maria Anna Stain von Rechtenstein (1700–1765). Am 20. Dezember 1753 heiratete Joseph-Anselm in Haag (Den Haag, Niederlande) Maria Johanna Freiin von Reischach (* 9. Oktober 1731 in Freiburg im Breisgau, Baden-Württemberg; † 15. August 1787 in Hohenstadt), die Tochter des Judas Thaddäus Adam Johann Joseph Freiherr von Reischach (1698–1782). Er war kaiserlicher Kämmerer, kurtrierischer Geheimer Rat und Ritterhauptmann des Kantons Kocher. Zu seinem Besitz gehörten unter anderem Hohenstadt und Schechingen (beide im heutigen Ostalbkreis). Am Ende des 18. Jahrhunderts war Adelmann von Adelmannsfelden einer der aktivsten Vertreter der Reichsritterschaft. Er wurde vom bayerischen Kurfürst Karl Theodor (als Reichsvikar) am 22. September 1790 in den Reichsgrafenstand erhoben. Er wurde auf seinem Besitz Hohenstadt begraben.